# Contraespionagem
A contraespionagem ou contrainteligência é uma tarefa que procura identificar e neutralizar ações de espionagem que vão de encontro aos interesses do país, de empresas ou mesmo do cidadão, e avaliar as ameaças cibernéticas aos interesses nacionais.
Após o aperfeiçoamento das técnicas de espionagem, houve a necessidade do desenvolvimento de defesas contra tais ações. No âmbito institucional, os seus próprios serviços de informações ou serviços de inteligência desenvolveram equipamentos e ensinaram seu pessoal a interceptar espiões. No âmbito Federal, as atividades da contraespionagem buscam impedir a saída de informações secretas do país ou interceptar missões e agentes não autorizados em território nacional.

## Descrição de um Serviço de Contrainteligência
Uma descrição realista está contida no assunto "O que significa Contrainteligência" da página "A Contrainteligência no Senado Federal", que aparece como um assunto inter-relacionado a outros pelo indexador "Dura Verum, Sed Verum".
Serviço de Contrainteligência: está a um grande passo além do que faz o Serviço de Contrainformação. Faz a contraposição quanto a busca ao dado negado. É o serviço que fará a proteção dos dados sensíveis da instituição, sejam eles digitalizados, digitados, impressos, manuscritos ou ditados. Isso quer dizer, a proteção da informação que está no computador, no ofício, ou será comentada durante uma reunião. Além disso, deveria interferir diretamente nas políticas de segurança da instituição, ministrando palestras aos funcionários, sugerindo mudanças nos procedimentos (em órgãos públicos isso dificilmente ocorre). Inclui ações de elaboração e divulgação de dados e informações falsas, inexatas ou excessivas, objetivando impedir o acesso às informações verdadeiras e confundir aquele que as obtém, termo conhecido como desinformação. Esta última funcionalidade deve estar totalmente desvinculada dos serviços de informação, inteligência e contrainformação, sob risco da perda de credibilidade pelos parceiros internos. Exemplificando, o responsável pelo setor de relações públicas, encarregado de repassar uma informação (no contexto da contrainformação), pode não ficar nem um pouco satisfeito ao descobrir que as informações que divulgou não eram lá muito exatas. No extremo da atuação da Contrainteligência está a missão de inviabilizar a inteligência adversária, sendo esta a forma mais eficaz de proteger as informações da organização da qual se faz parte.